# Cyriocosmus versicolor
Cyriocosmus versicolor är en spindelart som först beskrevs av Simon 1897.  Cyriocosmus versicolor ingår i släktet Cyriocosmus och familjen fågelspindlar. Inga underarter finns listade i Catalogue of Life.